# Reginald Owen
John Reginald Owen, född 5 augusti 1887 i Wheathampstead, Hertfordshire, död 5 november 1972 i Boise, Idaho, var en brittisk skådespelare.
Owen studerade vid Royal Academy of Dramatic Art i London och scendebuterade 1905. På 1920-talet kom han till USA där han inledningsvis spelade på Broadway i New York. 1932 började han istället på allvar spela i Hollywoodfilmer, där han under åren gjorde flera stora biroller. Ibland gjorde han huvudroller, så som i 1938 års filmatisering av A Christmas Carol där han gestaltade Ebenezer Scrooge. Owen verkade som skådespelare fram till sin död vid 85 års ålder. På äldre dagar spelade han bland annat i biroller i Disney-filmerna Mary Poppins (1964) och Sängknoppar och kvastskaft (1971).

## Filmografi i urval
- 1911 – Henrik VIII
- 1931 – Platinum Blonde
- 1932 – Sherlock Holmes
- 1933 – Drottning Christina
- 1934 – Huset Rothschild
- 1934 – En kvinnas slav
- 1934 – Paris i gala
- 1934 – Madame Du Barry
- 1935 – Anna Karenina
- 1935 – Escapade
- 1935 – Lyckan kommer...
- 1936 – Rose-Marie
- 1937 – Marie Walewska
- 1938 – A Christmas Carol
- 1939 – På ärans fält
- 1941 – Charley's Aunt
- 1941 – En kvinnas ansikte
- 1942 – Årets kvinna
- 1942 – Mrs. Miniver
- 1942 – Slumpens skördar
- 1943 – Madame Curie
- 1943 – Till nu och för evigt
- 1944 – Över alla hinder
- 1945 – Domens dal
- 1945 – Kitty
- 1946 – En kammarjungfrus memoarer
- 1946 – Husan som inte visste sin plats
- 1947 – Gröna delfinens gata
- 1948 – Piraten
- 1948 – Julia gör skandal
- 1949 – Den stängda trädgården
- 1963 – Gift på halvtid
- 1964 – Mary Poppins
- 1971 – Sängknoppar och kvastskaft